# Brillenkaiman
Der (Südliche) Brillenkaiman (Caiman yacare, Syn.: Caiman crocodilus yacara) gehört zu der Familie der Alligatoren (Alligatoridae). Er galt lange als Unterart des Krokodilkaimans (Nördlicher Brillenkaiman), ist aber mittlerweile als eigene Art anerkannt.

## Merkmale
Der Rücken des Brillenkaimans ist dunkeloliv gefärbt, wohingegen die Bauchseite heller und grünlich-gelb bis weiß ist. Er hat einen markanten Knochenwulst vor den Augen, wird meist zwei Meter lang und wiegt bis zu 60 kg. Die in der Literatur angegebene maximale Größe beträgt 2,70 m.

## Lebensweise
Der Brillenkaiman lebt in vielen Süßgewässern und verlässt das Wasser selten und nur, wenn er durch Trockenheit dazu gezwungen wird, sich im Schlamm einzugraben. Er treibt am Tag an der Oberfläche und wird nachts aktiver. Adulte Brillenkaimane fressen Fische, andere Reptilien, Amphibien und Wasservögel. Die Männchen sind territorial und haben eine Rangordnung. Brillenkaimane werden ca. 60 Jahre alt, manchmal angeblich sogar 100. Im Winter verweigern sie nicht selten für eineinhalb bis zwei Monate Nahrung, fressen dann aber wieder gierig.

## Fortpflanzung

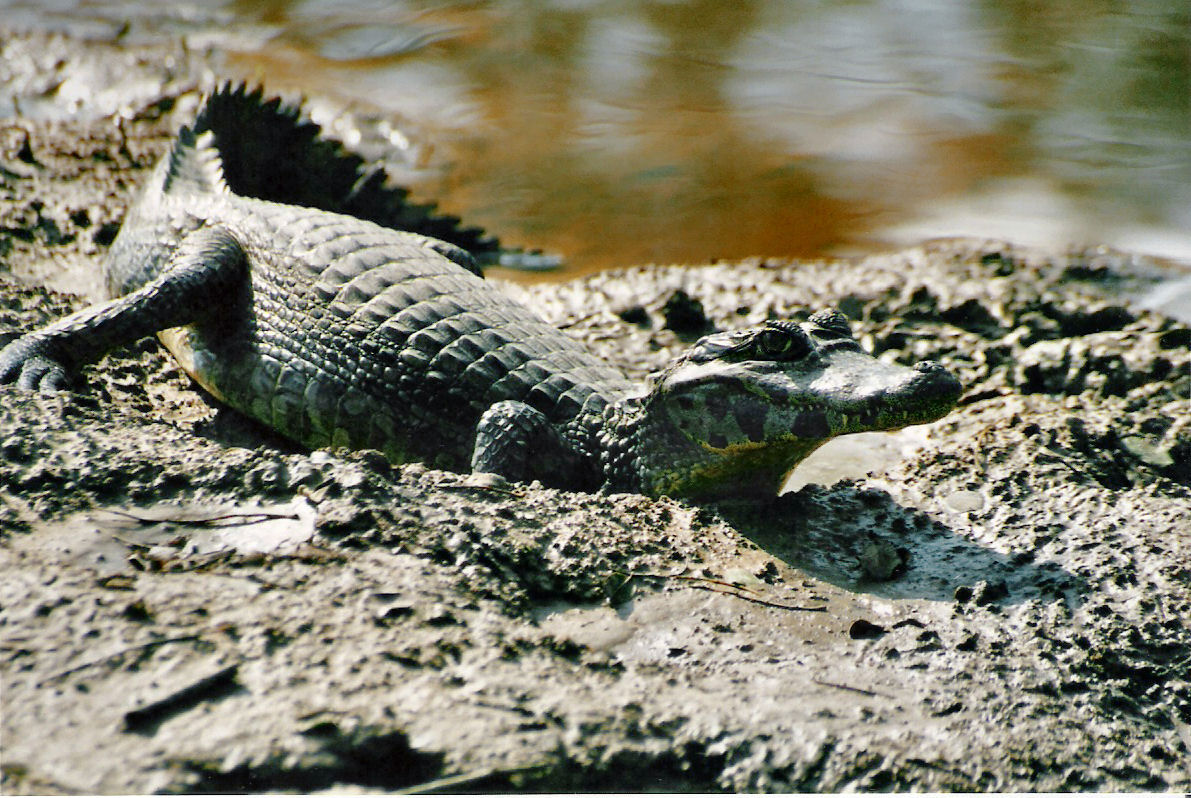
Brillenkaiman in Argentinien

Die Geschlechtsreife erreichen Weibchen mit einer Länge von rund 120 bis 150 cm, Männchen mit etwa 160 cm. Die Weibchen legen 14 bis 40 Eier in Hügelnester. Diese Haufen bestehen aus verrottenden Pflanzen und Erde und liegen am Ufer oder auf treibender Vegetation. Manchmal teilen sich mehrere Weibchen ein Nest und verteidigen es gegen Feinde. Die Inkubationszeit beträgt durchschnittlich 85 bis 90 Tage. Kurz vor dem Schlupf öffnet das Weibchen das Gelege und ist den Jungtieren beim Schlüpfen behilflich. Die Jungtiere haben eine gelbliche bis bräunliche Färbung, die durch dunkle Querbänder unterbrochen ist. Sie bleiben auch nach dem Schlupf in der Nähe der Mutter und werden von ihr beschützt. Trotzdem fallen viele der Jungkaimane Schlangen und vor allem auch Tejus zum Opfer. Die Jungtiere ernähren sich vorwiegend von Insekten, Weichtieren und Krustentieren. Auch kleinere Fische werden von ihnen gerne gefressen. Ausgewachsen sind die Tiere mit etwa 5 Jahren.

## Vorkommen
Brillenkaimane sind in weiten Teilen Südamerikas verbreitet. Sie wurden in Argentinien, Bolivien, Brasilien und Paraguay beobachtet. Sie bewohnen tropische und subtropische Gewässer, insbesondere langsam fließende Gewässer mit schlammigem Untergrund und starker Vegetation. Aber auch in Seen, Teichen und Sümpfen fühlen sie sich zu Hause. Sie wurden auch schon in Brackwasser beobachtet.

## Bestand

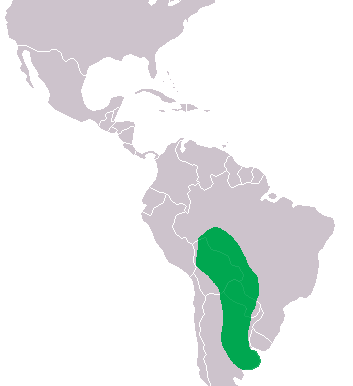
Verbreitung der Brillenkaimane

Früher wurden Brillenkaimane wegen ihrer Haut stark bejagt. In jüngerer Vergangenheit haben sie von künstlichen Gewässern profitiert und ihr Bestand ist wieder angewachsen, so dass der Brillenkaiman heutzutage ein häufig vorkommendes Reptil ist.